# 学校法人奥田学園
学校法人奥田学園（がっこうほうじんおくだがくえん）とは、長崎県諫早市にある学校法人。

## 沿革
- 1951年-準学校法人九州高等計理学校を設立
- 1953年-準学校法人　奥田学園に名称変更
- 1962年-学校法人　九州経営学園に改組・名称変更
- 1973年-学校法人　奥田学園に名称変更

## 設置校
- 創成館高等学校
- 長崎就職支援カレッジ

## 廃止校
- 創成館中学校

## その他
県内最大級の大型商業施設「グリーンパークシティ諫早」（仮称）の建設計画
- 学校法人奥田学園は学園が運営する創成館高等学校の隣接地に大型商業施設の建設計画を進めていたが、建設予定地が大型店舗の出店が規制される第1種住居地域だったため、都市計画法に基づく用途変更を市に求めたが、難航。結局は計画を断念した。